# Cirith Ungol (banda)
Cirith Ungol es una banda de heavy metal originaria de California (EE. UU.). Su estilo fue originalmente influenciado por bandas como Black Sabbath, Cream, Mountain, Budgie y Thin Lizzy. El nombre de la banda está directamente inspirado en la torre homónima de la novela épica fantástica de J. R. R. Tolkien, El Señor de los Anillos.

## Historia

### La década de los 70
Cirith Ungol fue formada en 1972 en Ventura (California) por tres estudiantes de secundaria: el baterista Robert Garven, el guitarrista Jerry Fogle, el guitarrista y teclista Greg Lindstrom y el bajista Michael Flint Vujejia. Robert, Jerry y Greg ya habían tocado juntos desde su juventud en una banda tributo a The Beatles llamada Titanic. Con el deseo de tocar el rock pesado que se estaba gestando en aquella década, decidieron disolver Titanic y formar Cirith Ungol, interpretando al principio canciones de Budgie, Thin Lizzy y más artistas coetáneos.
El nombre Cirith Ungol, que en sindarin (una de las lenguas construidas por J. R. R. Tolkien para ambientar su mundo ficticio de la Tierra Media) significa ‘la grieta [el paso] de la araña’, es un paso de montaña ficticio en el que Frodo Bolsón y Samsagaz Gamyi pelearon contra Ella-Laraña, la araña gigante. Fue propuesto por Robert y Greg, ya que ambos eran fanáticos de la literatura de Tolkien, cuya influencia fue inspiración para las posteriores canciones con temáticas épicas que compondría la banda a lo largo de los años.
En 1976 se unió a la banda su primer vocalista, Neil Beattie, que era un gran fanático de Iggy Pop y solía imitar sus extravagantes puestas en escena. Con él la banda empezó a rodar por toda la región, grabando sus primeros materiales caseros y dejándolos en evidencia como una de las bandas más heavys del momento, con temas como «One Foot in Hell», «Cirith Ungol», «Shelob's Lair» y «Half Past Human», que posteriormente formarían parte de sus álbumes de estudio publicados en la década de los 80.

### Los años 80
Poco después Neil Beattie dejó la banda y pronto reclutaron a su vocalista definitivo, Tim Baker, que junto a su hermano Dan eran fanáticos de la banda y solían acompañarlos a sus conciertos. Con él la banda logra por fin grabar su primer trabajo discográfico profesional en 1979, su álbum debut Frost and Fire (1980), seguido de King of the Dead (1984) y One Foot in Hell (1986), discos en cuyas portadas se presentan obras del reconocido artista surrealista Michael Whelan. Actuaron junto a prestigiosas bandas y artistas como Uli Jon Roth, Venom y Slayer.

### Los 90 y separación
En 1988 su guitarrista, Jerry Fogle abandona la banda y para 1990 la popularidad de la banda y muchas más de heavy metal decaen, víctimas del auge del grunge. La banda decide entonces lanzar su último álbum llamado "Paradise Lost" (1991). Aunque se trató del disco más aclamado de su carrera, el resultado final dejó insatisfechos a los músicos, especialmente a Robert Garven, quien se sintió incómodo y afligido después de su publicación. Viendo el escaso futuro que les aguardaba, la banda decide separarse en 1992 después de más de 20 años de carrera.

### 2016 y reunión
A pesar de mantenerse firmes en su decisión de no volver a tocar durante más de 20 años, la banda se reunió para un meet and greet en el Frost And Fire Festival de 2015 en su ciudad natal, Ventura, California. A partir de ahí las campanas de reunión comenzaron a sonar inevitablemente hasta que finalmente la primera fecha fue anunciada para la segunda edición del mismo festival en Ventura. 

## Miembros

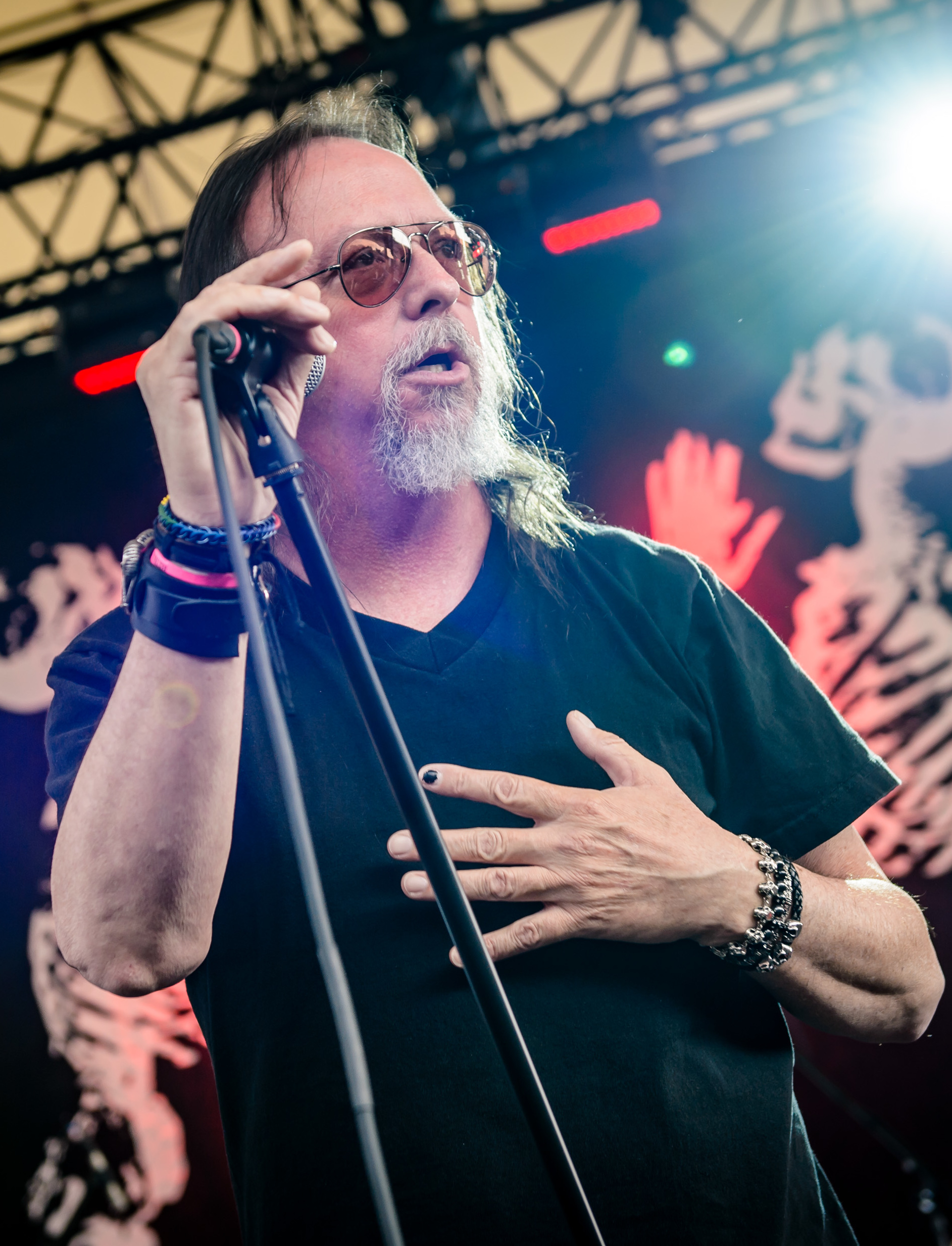
Tim Baker
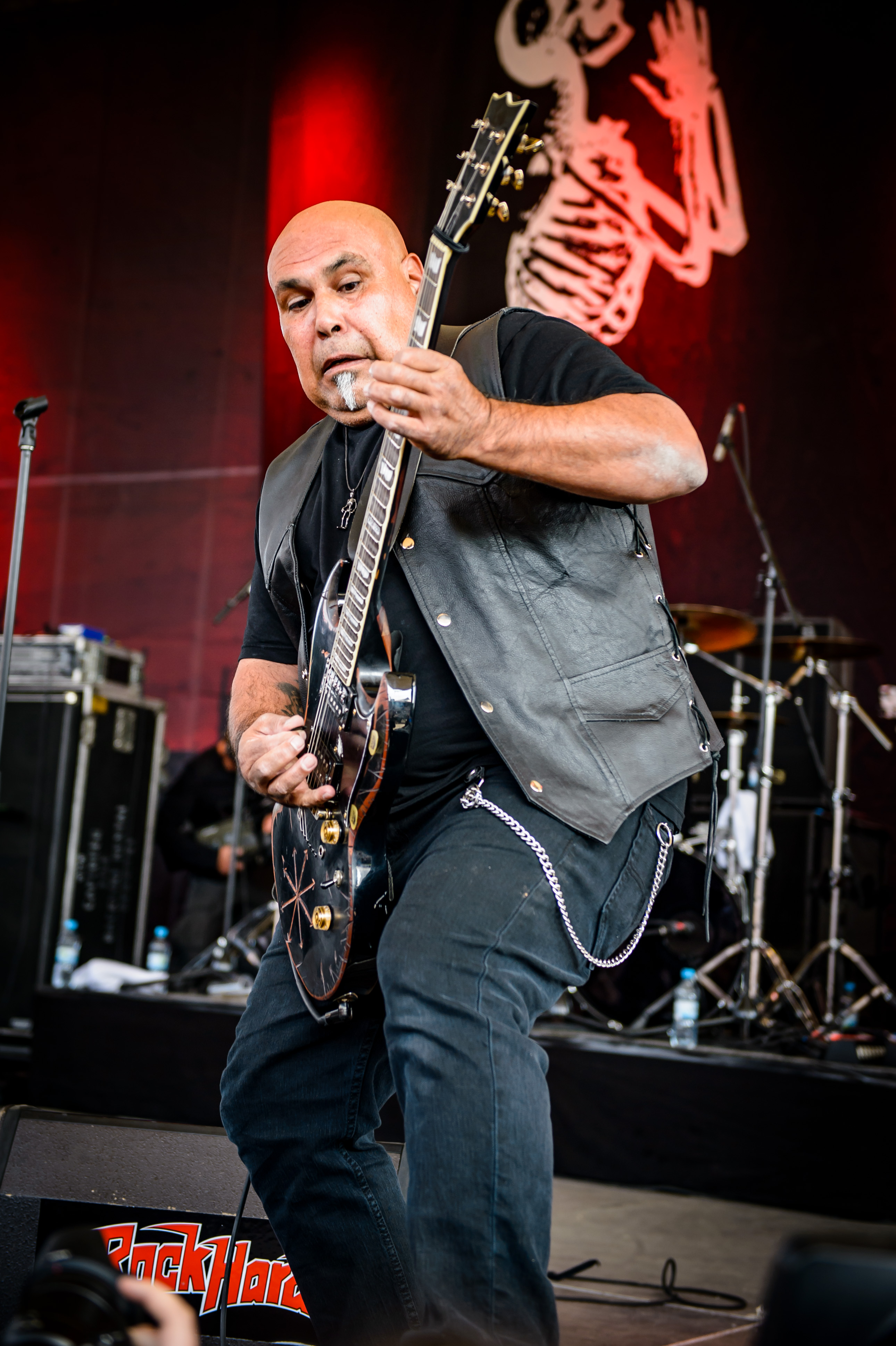
Jim Barraza
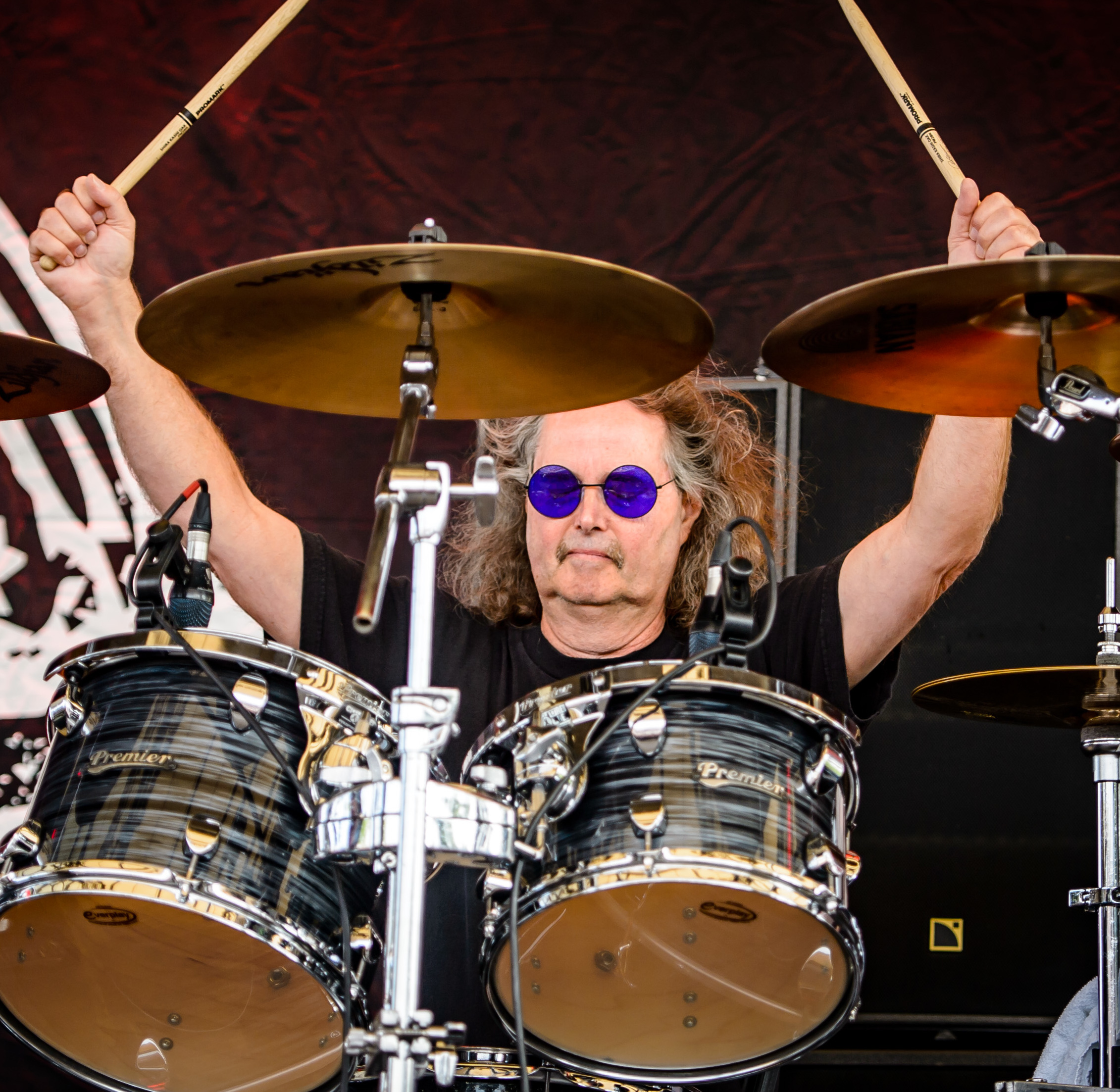
Robert Garven
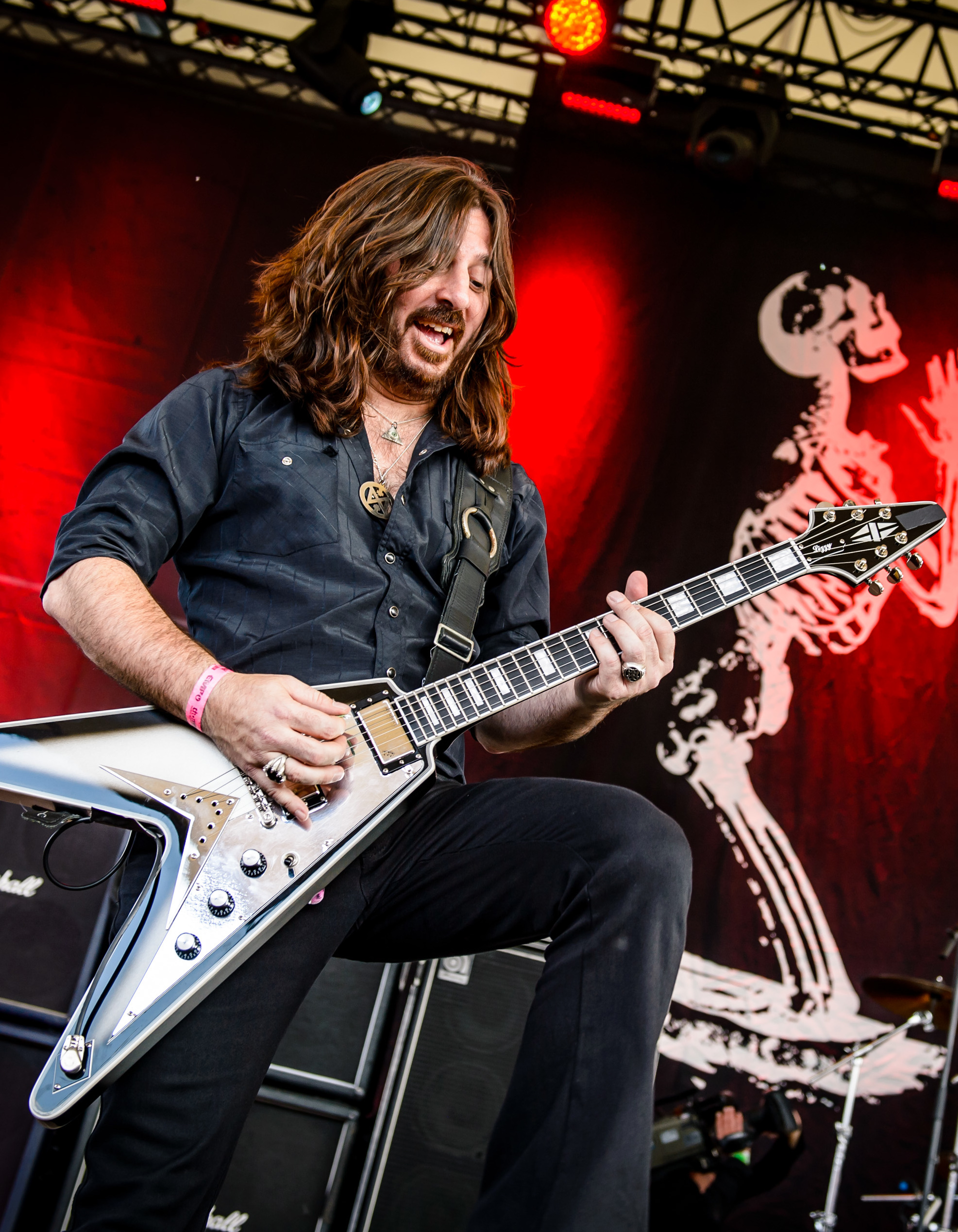
Greg Lindstrom
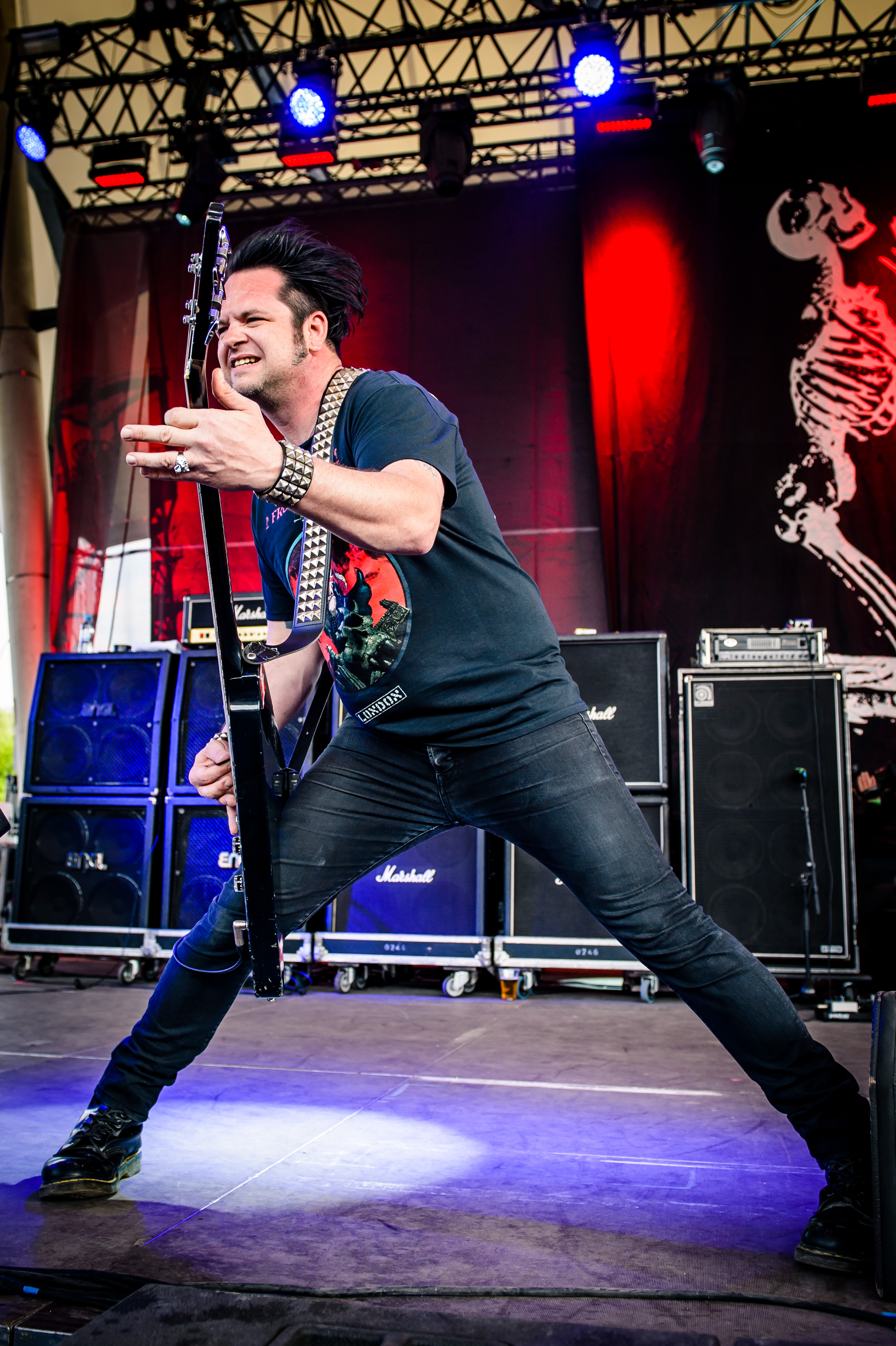
Jarvis Leatherby

Formación de la reunión 2016
- Robert Garven - batería (1972-1992)
- Tim Baker - voz (1976-1992)
- Greg Lindstrom - guitarra / teclados (1972-1982)
- Michael "Flint" Vujejia - bajo (1972-1987)

Miembros anteriores
- Jerry Fogle † - guitarra (1972-1987)
- Neal Beattie - voz (1972-1975)
- Vernon Green - bajo (1988-1992)
- Jim Barraza - guitarra (1988-1992)

## Discografía

### Álbumes
- Frost and Fire (1980)
- King of the Dead (1984)
- One Foot in Hell (1986)
- Paradise Lost (1991)
- Servants of Chaos (Pistas raras-Compilado, 2001)
- One Foot In Fire (Tributo, 2006)
- Forever Black (2020)
- Dark Parade (2023)

### Demos
- Cirith Ungol (1979)
- The Orange Album (1978)

### Sencillos
- Live (1996)
- Witch's Game (2018)
- Brutish Manchild (2020)